# Ali al-Haidri
Ali al-Haidari (en arabe علي الحيدري, Alī al-Ḥaidarī) était le gouverneur de Bagdad (Irak). Il est assassiné le 4 janvier 2005 à Bagdad, meurtre revendiqué par Al Qaida en Irak.
Al-Haidari avait déjà échappé de peu à une tentative d'assassinat début septembre 2004 à Bagdad.